# Origny-le-Roux
Origny-le-Roux é uma comuna francesa na região administrativa da Normandia, no departamento Orne. Estende-se por uma área de 14 km². Em 2010 a comuna tinha 272 habitantes (densidade: 19,4 hab./km²).